# Isachne dimyloides
Isachne dimyloides är en gräsart som beskrevs av Norman Loftus Bor. Isachne dimyloides ingår i släktet Isachne och familjen gräs. Inga underarter finns listade i Catalogue of Life.